# Елагин, Лев Яковлевич
Лев Яковлевич Елагин (10 сентября 1918, Москва — 15 апреля 1986, Москва) — советский актёр театра и кино, кинорежиссёр, театральный режиссёр, педагог.

## Биография
Родился 10 сентября 1918 года в Москве.
В 1935 году поступил в Оперно-драматическую студию к К. С. Станиславскому, на основе которой впоследствии был образован Московский драматический театр имени К. С. Станиславского.
Участник Великой Отечественной войны. В 1941 году ушёл добровольцем на фронт, служил в зенитно-артиллерийскому полку.
Среди сыгранных в театре ролей: Тузенбах в «Трех сестрах» А. Чехова, Гоуард в «Глубоких корнях», Талызин в «Грибоедове» С. Ермолинского, Сорин в «Чайке» А. Чехова, Мистер Доррит в «Крошке Доррит» Ч. Диккенса. Уже в середине 1940-х Елагин задумывается о режиссуре, пробует себя и как драматург, в частности, в 1951 году вместе с Е. Весником и А. Диким они ставят спектакль «Правда о его отце», а в 1962 году состоялся самостоятельный дебют Елагина - «Все только начинается».
В 1957 году Елагин с режиссером Александром Ароновым придумал, организовал и вел вечернюю студию при театре для старшеклассников, выпускники которой впоследствии вошли в труппы знаменитых московских и петербургских театров и стали знаменитыми: Евгений Стеблов, Елизавета Никищихина, Виктор Павлов, Никита Михалков и многие другие актёры.
В 1965 году по приглашению телевизионного режиссёра Павла Резникова Елагин переходит на работу в Главную редакцию литературно-драматических программ Центрального телевидения, позже работает над передачами Главной редакции учебных и научно-популярных программ. Работает над циклом портретов «Мастера искусств» («Папанов», «Ульянов», «Марецкая», «Тарасова» и др.), поэтическими телепередачами (Альманах «Поэзия»), детскими («АБВГДейка»), записями телеспектаклей.
Поставил многосерийный телефильм «Былое и думы» А. И. Герцена.
Был женат на художнике-модельере Алле Левашовой.
Умер 15 апреля 1986 года.

## Фильмография

### Актёр
1. 1965 — Игра без правил — Йоганн Вирт/Генрих Вунт
2. 1965 — Любимая — эпизод
3. 1967 — Операция «Трест» — эпизод
4. 1967 — Сильные духом — Функ
5. 1967 — Твой современник — эпизод
6. 1970 — В те дни — Лессиг

### Режиссёр
1. 1971 — Вкус хлеба
2. 1971 — Возмездие
3. 1971 — Петербург
4. 1973 — Былое и думы
5. 1972 — Стихи о Прекрасной даме
6. 1974 — Домик в Коломне
7. 1984 — Александр Блок. Родина